# Oberense
Oberense – dzielnica (Ortsteil) wiejskiej gminy Ense w powiecie Soest, w kraju związkowym Nadrenia Północna-Westfalia, w rejencji Arnsberg.

## Demografia
Według danych z 2000 roku w Oberense mieszkało 296 mieszkańców. Liczba ta stopniowo wzrastała lub się zmniejszała; 304 (2005), 288 (2010), 279 (2015), 250 (2020). Według spisu ludności z lipca 2024 roku, w Lüttringen mieszkało 268 mieszkańców.

## Historia
Pierwsza udokumentowana wzmianka o Oberense pochodzi z 1269 roku.
W centrum Oberense stoi kaplica św. Rocha, która została zbudowana w latach 1727–1729 po opanowaniu epidemii czerwonkii.
W czerwcu 1996 roku Oberense wzięło udział w konkursie okręgowym Unser Dorf soll schöner  werden – Unser Dorf hat Zukunft (Nasza wieś powinna stać się piękniejsza – Nasza wieś ma przyszłość) i zajęło piąte miejsce. W 2002 roku Oberense ponownie wzięło udział w konkursie i dzielnica zajęła drugie miejsce. Łącznie w konkursie wzięło udział 39 innych dzielnic.

### Reorganizacja gmin
W ramach reorganizacji gmin 1 lipca 1969 roku Oberense wraz z 13 innymi miejscowościami stało się częścią nowej gminy Ense.

## Edukacja
Według danych z 2022 roku w Oberense oraz Waltringen, Volbringen, Gerlingen, Sieveringen, Ruhne i Bittingen nie ma placówek opieki nad dziećmi.